# Dayr al Abyaḑ
Dayr al Abyaḑ är en fornlämning i Egypten.   Den ligger i guvernementet Sohag, i den centrala delen av landet, 400 km söder om huvudstaden Kairo. Dayr al Abyaḑ ligger 105 meter över havet.
Terrängen runt Dayr al Abyaḑ är platt åt nordväst, men åt sydost är den kuperad. Runt Dayr al Abyaḑ är det mycket tätbefolkat, med 3 623 invånare per kvadratkilometer. Närmaste större samhälle är Sohag, 9,4 km öster om Dayr al Abyaḑ. Trakten runt Dayr al Abyaḑ består till största delen av jordbruksmark.